# 圣特雷莎-加卢拉
圣特雷莎-加卢拉（義大利語：Santa Teresa Gallura），是意大利撒丁大区薩薩里省的一个市镇。总面积101.19平方公里，人口5211人，人口密度51.5人/平方公里（2009年）。ISTAT代码为104022。